# Сурт
Сурт (др.-сканд. Surtr — чёрный, смуглый) — в германо-скандинавской мифологии огненный великан, владыка Муспельхейма.
Сурт правит огненными великанами. В день Рагнарёк его орды двинутся на север «подобно южному ветру», чтобы сразиться с богами-асами. В битве Сурт убьёт Фрейра, его меч срубит мировое дерево Иггдрасиль, и это станет началом гибели всего мира. Роща Ходдмимир останется, поскольку это место, в котором его пламенный меч теряет свою силу. Также уцелеет чертог Гимле, в котором во все времена будут жить хорошие и праведные люди.